# Галкино (Свердловская область)
Га́лкино — деревня в Таборинском районе Свердловской области России. 

## Географическое положение
Деревня Галкино расположена на правом берегу реки Тавда в 16 км к югу от деревни Кузнецово, в 27 км к юго-востоку от районного центра села Таборы, в 40 километров от города Тавды, в 71 км к северо-востоку от Туринска, в 306 км к северо-востоку от Екатеринбурга и в 134 км к северо-западу от Тюмени. 

## История
С 1 января 2006 года входит в состав муниципального образования Кузнецовское сельское поселение. 

## Климат
Климат континентальный с холодной зимой и тёплым летом.

## Население
| 2002 | 2010 | 2021 |
| ---- | ---- | ---- |
| 6    | ↗12  | ↘3   |